# Nagyajta

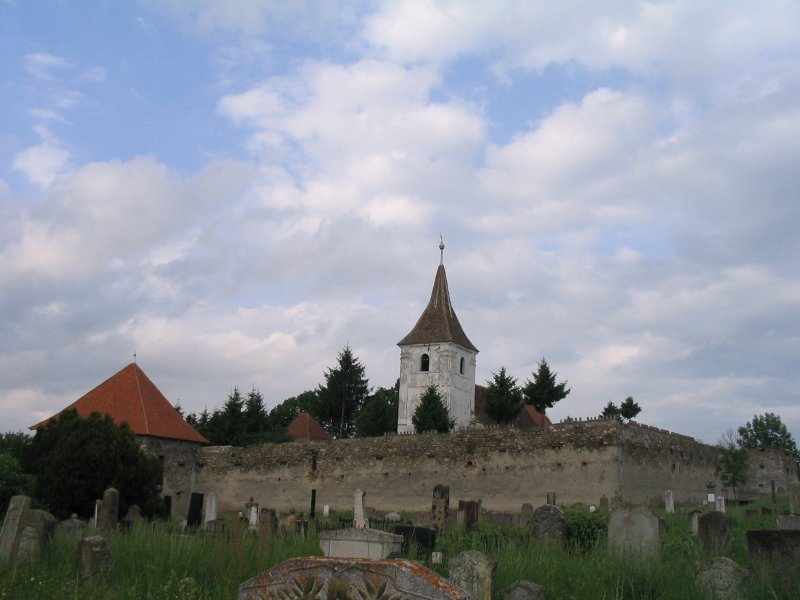
Unitárius vártemplom

Nagyajta (románul Aita Mare) falu Romániában Kovászna megyében.

## Fekvése
Sepsiszentgyörgytől 50 km-re északnyugatra az Ajta-patak völgyének torkolatánál, az Olt völgyének jobb parti teraszán fekszik, Középajta tartozik hozzá.
- Földrajzi helyzet = é. sz. 45° 57′, k. h. 25° 33′

## Története
1332-ben Ahch néven említik először a pápai tizedjegyzékben.
A falu nevének eredete a napig tisztázatlan. Benkő József (1929–1814; középajtai, köpeci református lelkész, a harlemi tudós társaság tagja, nyelvész, természettudós) szerint az AJTA megnevezés az ajtó szóból származik, mert akár Barcaságra, akár Sepsiszékre, akár Udvarhelyre szeretnénk utazni, Nagyajtán kell áthaladni. Orbán Balázs szerint e névmagyarázat kissé erőltetett. Szerinte a név ázsiai eredete valószínűbb, amelyet az itt letelepedett őseink hoztak magukkal.
A falu 1703-ban vásártartási szabadalmat kapott Lipót császártól, de mivel 1705-ben kitört a kuruc-labanc háború, így ezt nem gyakorolhatta. 1783-ban viszont újra megkapta a vásártartási jogot.
1910-ben 1410, túlnyomórészt magyar lakosa volt. A trianoni békeszerződésig Háromszék vármegye Miklósvári járásához tartozott. 1992-ben 960 lakosából, 882 magyar, 76 román, 2 német volt.
Nagyajta Erdővidék egyik kiemelkedő fontosságú faluja. A múltban a Miklósvári járás székhelye is volt. Az 1567. évi összeírás alkalmával NAGIJAIJTA néven szerepel 61 kapuval, s így az akkori Háromszék legnépesebb településeinek egyike volt.
Nagyajtán a XVIII. század második felében egy széles iparos réteg alakult ki.
A falu 1787-ben országos vásártartási szabadalmat kapott, amelynek hagyománya napjainkig fennmaradt. Évi vásárai a Julianna napi, áldozócsütörtöki, kis boldogasszony napi és aprószenteki vásárok.
Nagyajta hírneve a falu nagy szülöttének, Kriza Jánosnak (unitárius püspök, a székely népköltészet gyűjtője) köszönhetően messze eljutott.
A falu látványosságai az unitárius vártemplom, a Kriza János-emlékház, a református templom, gyönyörű festett mennyezetű eklektikus stílusú kultúrház, melynek előadóterme felvette Nagyajta másik nagyra becsült szülötte, Bihari József (1901-1981) kétszeres Kossuth-díjas színművész nevét.

## Látnivalók
- Unitárius templomerődje a román kori templom helyére épült a 15. században késő gótikus stílusban, 5 m magas falát 2 sarokbástya erősíti, melyek 16. század végiek. Utólag 1 kapubástyával is kitoldották az északi oldalon. Az 1802. évi földrengés után 1802 és 1814 között átépítették. 3 saroktornya fedetlenül áll.
- Képek a nagyajtai unitárius templomról
- A református templom 1841-ben, az ortodox templom 1866-ban épült.
- A Cserey-udvarház a 18. században épült.
- A Dónáth-kúria a 19. század végén épült.
- A Kriza János-emlékház[2]
- A nagyajtai kultúrotthon 2017-ben restaurált műemlék
- Nagyajta értéktára[3]

## Kriza János-emlékház
https://upload.wikimedia.org/wikipedia/commons/7/75/Nagyajat_Kriza_Janos_emlekhaz.JPG
Nagyajta nemcsak műemlék vártemplomáról híres, hanem jeles szülöttjéről Kriza János (1811-1875)  unitárius püspökről is, akire ma a faluban bronz plakett mellszobor és kiállítás emlékeztet. A helyi iskola a nevét viseli.
Kriza János nemcsak egyházi főméltóságként alkotott maradandót, hanem kiváló folklórgyűjtő költő és műfordító is volt. Főműve az 1863-ban kiadott Vadrózsák című Székely népköltési gyűjtemény, amely több kiadást megért. Irodalmi munkássága elismeréseként a Magyar Tudományos Akadémia a tagjai közé választotta.
Nagyajtán az egykori unitárius harangozói lakást Kriza János Emlékházzá alakították. Ennek egyik helyiségében a Kriza munkásságát bemutató kiállítás látható, a másik terem az életműhöz kapcsolható néprajzi tárgyegyüttesek ad otthont.
A vártemplom előtt található az 1920-as években épült ingatlan, amelyben Kriza János életművét ismertető kiállítás kapott helyet. 
Kriza János (Nagyajta, 1811. június 28. – Kolozsvár, 1875. március 26.) néprajzkutató, költő, műfordító, népköltészeti gyűjtő és szakíró. Neve mindenekelőtt a Vadrózsák című népköltészeti gyűjteménnyel fonódott össze. „Kriza fél emberéletnyi munkával annyi értéket halmozott fel, amennyit, és amelyhez hasonlót utódai közül senkinek nem sikerült találnia.” (Faragó József) Az unitárius egyház püspöke tizennégy éven át, a Magyar Tudományos  Akadémia levelező tagja, vezető munkatársa a Kisfaludy Társaságnak.
Az emlékház eredeti berendezését 2011-ben alakították át dr. Püski Anikó irányításával, Kemény Gyula látványterve alapján. Az emlékház egyik szobájában néprajzi kiállítás kapott helyet.

## Nagyajtai „Kriza János“ Kultúrotthon
Az önkormányzat 2008-ban hívta segítségül Hlavathy Károlyt, aki elkészítette a felújítás tervét. A pénzt biztosító kormányrendelet módosítása miatt – előnyben részesítették a víz- és csatornahálózatok korszerűsítését – a közel nyolcszázezer eurós beruházás elmaradt. Ezt követően többször is próbálkoztak, de újabb lehetőség csak 2015-ben adódott, amikor az említett ügynökségnél megjelent az a kiírás, amely félmillió euró értékig lehetővé tette műemlékek restaurálását. Ez a pénz nem lett volna elég teljes egészében a tervezettek megvalósítására, de a tanács úgy döntött, mégis belevágnak.
Bihari Edömér polgármester szerint jól mérték fel a helyzetet, amikor igent mondtak a lehetőségre, hiszen a legfőbb célkitűzéseket meg tudják valósítani. „Örvendek, hogy két komoly, közösségünk számára fontos beruházást kezdhettünk el. Nagyon remélem, zökkenőmentesen haladnak majd a kivitelezéssel, s mihamarabb használatba vehetjük őket. Nagy szükségünk van mindkét létesítményre” – mondotta a község polgármestere.

## Ravatalozó ház
A ravatalozó építése 354 ezer lejébe kerül a községházának. A tetszetős, néhány elemében a vártemplom stílusából ihletett épületet – ajtaja gótikusnak hat, előterének oszlopai a vár építészetét idézik, faragásai leveles mintázatúak – annak a teleknek az alsó harmadára húzzák fel, amelyet az unitárius parókia mellett vásároltak meg. Volt olyan elképzelés is, hogy ne az aljban, hanem fentebb kapjon helyet a ravatalozó, de úgy igencsak közel lett volna a vártemplomhoz, azaz különleges engedélyeket kellett volna beszerezniük, s talán nem is illett volna a faluképbe, ha az úttól olyan messzire kerül.
Bihari Edömér polgármester sajnálja, hogy a telken levő öreg faházat nem tudják megmenteni – állapota olyan gyenge, hogy jóformán újjá kellene építeni –, pedig elég nagy lenne ahhoz, hogy egy néprajzi gyűjteményt befogadhasson.

## Református templom
A reformátusok mostani temploma 1847-ben épült, a harangtornyot 1856-ban fejezték be. Karzat- és padlókazettáit sajátos virágdíszítéssel Vajdáné Pánczél Johanna nyugalmazott tanítónő festette 1999-ben. Készítésében id. Vajda Gyula nyugalmazott tanító, unitárius jegyző segített.

## Az unitárius áldásháza
A nagyajtai unitárius parókia udvarán, a templomot övező várfal szomszédságában található ez a konferenciaterem.

## Az unitárius vártemplom
A nagyajtai unitárius templom a falu déli részében, egy magaslaton látható. A község közösségi építkezéseinek legrégibb, legjelentősebb műemléke egy szabálytalan alakú, magas várfallal övezett udvar közepén áll.

### A templom története
A települést először az 1332-es pápai tizedjegyzékben Ahch néven említették. 1459-ben Nagaytha néven szerepelt a korabeli dokumentumokban. Az 1567-es regesztrumban 61 kapuval jegyezték be.
Nagyajta első templomának építési ideje a 13-14. századra tehető. Az épület szentélyét a 15. század folyamán lebontották, és helyébe a ma is meglévő hajóval egyforma szélességű, csúcsíves szentélyt építették.
Az enyhén csúcsíves diadalív valószínűleg 1512-ben készült, ezt az évszámot az 1956. évi javítás alkalmával tárták fel.
1710-ben készült a templom reneszánsz kőszószéke, amely régiségét tekintve Erdély hatodik faragott szószéke.
Az unitárius egyházközség tulajdonában jelenleg három harang van. A legrégebbi 1793-ban készült a brassói Andraschof Efraim harangöntő műhelyében. Ez a kisharang 1993-ban elhasadt. Ma is látható a torony első emeleten.
Az egyházközség használatában lévő nagyharangját Nagyszebenben öntöttek 1924-ben, a "Ferroagricola" öntőműhelyében. Súlya több mint 500 kg. Rajta a következő felirat olvasható: Öntette a nagyajtai unitárius egyházközség közössége közadakozásból 1924 Ferroagricola Nagyszeben.
Az 1802. évi földrengéskor a 15-16. század fordulójáról származó harang- és védelmi torony megrongálódott, a hajó kőbordái meglazultak és életveszélyessé váltak.
A javítások alkalmával a dongaboltozatot egyszerű vakolattal alakították ki, a tornyot egy emelettel alacsonyabbra építették, de az 1838-as és az 1977. évi földrengések újra megrongálták.
A hajó nyugati végében, a szentély nagyobbításának idején egy faragott kőkarzat volt, amely az 1802-es földrengéskor megsemmisült, amikor a torony és a harangok rázuhantak. A karzat faragott köveit beépítették az új torony falaiba, helyébe deszkából 1806-ban újat készítettek, s ezt cserefa oszlop tartja.
Az egyházközség első orgonáját feltehetően 1845-ben készítette Eindreas Eitel orgonaépítő, amelyet később a Fogarasi Unitárius Egyházközségnek adományoztak.
A templom faragott kőrámájú, csúcsíves ablakai a szentély építésének idejében készültek, amelyekről Orbán Balázs is említést tett 1864-ben.
A templomot többször is sújtó földrengés 1879-ben szükségessé tette az összetöredezett kő ablakkeretek, és a hiányos ólomkarikák helyettesítését búzakalász formájú, egyszerű deszkarámájú ablakokkal. A keleti falon megmaradt egy befalazott ablak, amely töredezettségében is mutatja eredeti szépségét.
Az 1970-es években a szentélyrész északi falán kibontottak egy homokkőből faragott, gazdagon tagozott, szemöldökgyámos, késő gótikus sekrestyeajtó keretet.

### Templombelső
A szabálytalan alakú, magas várfallal övezett udvar közepén áll a 15. századi késő gótikus templom. A műemlék épület középkori jellegét az aránylag hosszú, poligon záródású szentélye, valamint a dongával boltozott mennyezete őrzi, amely kettősen hornyolt terrakotta bordákból áll.
A bordák hálózata a boltozat gerincén lévő négy kör alakú, egyszerű díszítésű boltzárókövekből indul ki és a mennyezetet átszőve az oldalfalakba beépített címerpajzshoz hasonló tartófejeknél végződik.
A szentély délkeleti oldalfalán magas, keskeny csúcsíves ablakok nyílnak, északi oldalán teljes épségben egy késő gótikus sekrestyeajtó kerete látható.
A szentélyt az átépített hajótól egyszerű vállkövekből kiinduló, enyhén tört diadalív választja el.
Az eredeti hajó csúcsívessé alakításának egyik bizonyítéka a gótikát jellemző külső támpillérek építése. Míg a szentélynél ezek szervesen egybeépültek a falakkal, addig a hajónál az utólagos hozzáépítés miatt a támpillérek sokszor elváltak, javításra szorultak.
Az északi falhoz illesztve egy kehely alakú, homokkőből faragott, feljáróval ellátott késő reneszánsz kőszószék látható. Címerpajzsán a fiait begyéből etető madár motívuma figyelhető meg a következő felirattal:
Dónáth György költsége kinek ez cimere 1710-be ez oltárt emelte.
Az oldalpajzsokon bibliai idézetek olvashatók.

### Vargyasi festett kazetták és székek
A karzatmellvéden és a padokon festett kazetták láthatók, amelyeket a vargyasi székely népművész Sütő Béla készített 1969-ben. A mester az egyházközség részére egy emberpárt ábrázoló eskető székpárt is adományozott.
A templomban látható egy festett, égetett agyag úrasztali váza, amely a kopjafával övezett, csillagösvényen vágtató Csaba királyfit ábrázolja. A váza másik oldalán az unitárius címer látható.
A volt szentélyrész keleti végében felépített karzaton található orgonát Rieger Ottó budapesti orgonaépítő mester készített 1912-ben. A hangszer egy szép kivitelezésű neobarokk szekrényben látható, amely napjainkig megőrizte eredeti formáját, faragott részei aranyozottak, illetve égővörössel festettek.
A szászföldi vártemplomok mintájára a templom padlásterén a középkorban védelmi körfolyosót képeztek ki és a koronázó párkányon nyílkilövő lőréseket vágtak, amelyek részben befalazva ma is megtekinthetők.
A harangtorony, amely a múlt század elején nyerte el mai formáját, 6 méter magasságig középkori eredetű. Emeleti falainak vastagsága 1,20 méter, a legfelső emelet mindenik oldalán félköríves záródású hangablakok nyílnak.

### Várfal
A műemléktemplomot reneszánsz hatású, szabálytalan négyszög alaprajzú várfal övezi. A védőfalat valószínűleg a 16. század második felében kezdték építeni, és a 17. század első felében fejezték be. A terméskőből készült falak magassága 5 méter. Egykor a sarkakon, illetve a keleti fal közepén kapurések voltak. Később az északnyugati, a délkeleti sarokra, valamint a védő- és az északi fal közepére háromszintes, ék alakú, olasz reneszánsz kapubástyát építettek.
A keleti oldalon elfalazott ajtó szemöldökgerendáján egy korabeli véset olvasható, amely a bástyák építésének befejezési időszakára utal:
ANO 1622 IOAN: PA: ET LUCAS B
Mivel Erdély területén az olaszbástyás kastélyok kialakulása az 1615-1630 közötti időszakra tehető így valószínű, hogy a bástyák Bethlen Gábor uralkodása alatt épültek. Szintén a fejedelem uralkodása alatt egészítették ki a falak tetejét fogas pártázattal, amelynek vízelvezető szerepe is volt, ugyanakkor a falakon lappancsos lőréseket képeztek ki. A várfalakat nagyméretű védősánc övezi, amely a vártemplomot körülvevő temetőhöz tartozik.
Orbán Balázs A Székelyföld leírása c. könyvében a kapubástya előtti védőtoronyról, a „barbakántról” tett említést, amely napjainkban már nem látható.
A vártemplom és környékének felújításáról szóló, 2016-ban a gyulafehérvári középtérségnek benyújtott pályázatot a Baumaister nyert meg, vezetője Fekete Mihály mérnök. 2017. június 13-án Fekete Levente unitárius lelkész és Barabás András unitárius gondnok aláírták a támogatási szerződést. 2019 őszén Nyíregyházáról érkeztek a mérnökök, és sepsiszentgyörgyi munkásokkal nekifogtak a munkálatoknak. A munkálatba beletartozik a templom, a várfal, a bástyák és a környék újraépítése, restaurálása, felújítása, 2021. május–júniusig kell befejezni.

## Nagyajtai Kriza János Gimnázium I-VIII. osztály
A Kriza János Gimnázium padjait közel háromszáz gyermek koptatja. Első látásra azt mondanánk, ilyen létszám mellett egészen biztosan nem fenyegeti a megszűnés veszélye. Megszűnésről tényleg nem kell beszélni, de vannak figyelmeztető jelek, hogy ez a kedvező helyzet változhat. Idén[mikor?] például nem indul önálló előkészítő osztály: a soron következő nemzedék olyannyira kis létszámú, hogy a második osztályosokkal kellett összevonni őket. A születési statisztikák azt mutatják, a következő néhány esztendőben nem lesz hasonló gond, de aztán ismét jöhet egy ilyen hullámvölgy. A nagyajtaiaknak éppen ezért létfontosságú, hogy a környékbeli településen élők számára vonzóak legyenek, s gyermekeiket ide hozzák. Az iskola vezetősége nem hajt az apácai, miklósvári és bölöni iskolák diákjaira, nem népszerűsíti tevékenységét, de azért nem utasítja el a máshonnan érkezőket, sőt, a polgármesteri hivatal az ingázásukat is megoldja.
Gazdag Katalin igazgatónő szerint a legjobb, amivel felhívhatják magukra a szomszédos falvakban lakók figyelmét, az, hogy szakképzett, a faluhoz ragaszkodó, évek óta ott tanító tanári karukkal olyan munkát végeznek, amely elismerést vált ki. „Tanáraink rengeteg tantárgyversenyre készítették fel diákjaikat, akadnak jó hangú gyermekek, akik népdalversenyen teljesítettek szépen, és sportolóink sem vallottak szégyent. Megjegyzem, nemcsak versenyekre járunk, hanem mi magunk is szervezünk különféle eseményeket. 2013-ban az iskolák tetejének felújítását kezeltük prioritásként. Nagyajtán az újabb épület – az is több mint harmincesztendős – héjazatát kellett kicserélnünk, de néhol a szarvazattal is gond volt. A tanári épület tetején forgatjuk a cserepeket, s ahol szükséges, a faanyagot is cserélik. Az elkövetkezendőkben az ún. hosszú osztályra, a régi épületszárnyra és a melléképületekre fordítunk figyelmet. A munkálat anyagi oldalát franciaországi testvértelepülésünk, Fresnes biztosította, ahonnan tízezer euró segítséget kaptunk. Középajtán a közbirtokosság javította a tulajdonában levő óvoda épületét, mi pedig idén saját forrásainkból az V–VIII. osztályoknak helyet adó ingatlan egyik szárnyát fogjuk újrafedni.”

## Híres emberek
- Itt született 1778-ban Molnos Dávid természettudós.
- Itt született nagyajtai Kovács István (1799–1872) történész, jogász, az MTA tagja, az erdélyi történetírás úttörő alakja.
- Itt született Kriza János (1811–1875) unitárius püspök, teológiai tanár, költő, néprajzkutató, nyelvész.
- Itt született 1805-ben Bara István költő.
- Itt született Nyiredy Géza (1861. április 20. – Kolozsvár, 1914. június 11.) kémikus, bölcseleti doktor, főgimnáziumi tanár.
- Itt született Bihari József (1901–1981) kétszeres Kossuth-díjas színművész.
- Itt született Kisgyörgy Zoltán (1929. március 31.) gyógyszerész, docens, gyógynövénykutató.
- Itt született Mojszesz Frigyes sporttörténész, sportstatisztikus 1931 január 15-én
- Itt temették el Moyses Márton székely diákot, akit az 1956-os magyar forradalom után bebörtönöztek, majd szabadulása után elkeseredésében 1970-ben, Brassóban felgyújtotta magát.
- Itt hunyt el a csíkrákosi születésű, de magát nagyajtainak valló Cserei Mihály (1667–1756) magyar nyelvű erdélyi emlékíró, a magyar barokk irodalom jelentős alakja.
- Sokat tett a falu közművelődéséért Biró Albert (1880–1951), aki a Polgári Olvasóegylet tagjaként, és fényképészként megörökítette a falu életét a múlt században. Képei és a faluról kiadott levelezőlapjai a helyi könyvtárban vannak.
- Itt él Barabás Mihály nyugalmazott igazgató.

## Testvértelepülések
- Alsónémedi (Pest vármegye, Magyarország)
- Fresnes (Párizs, Franciaország)

## Képek

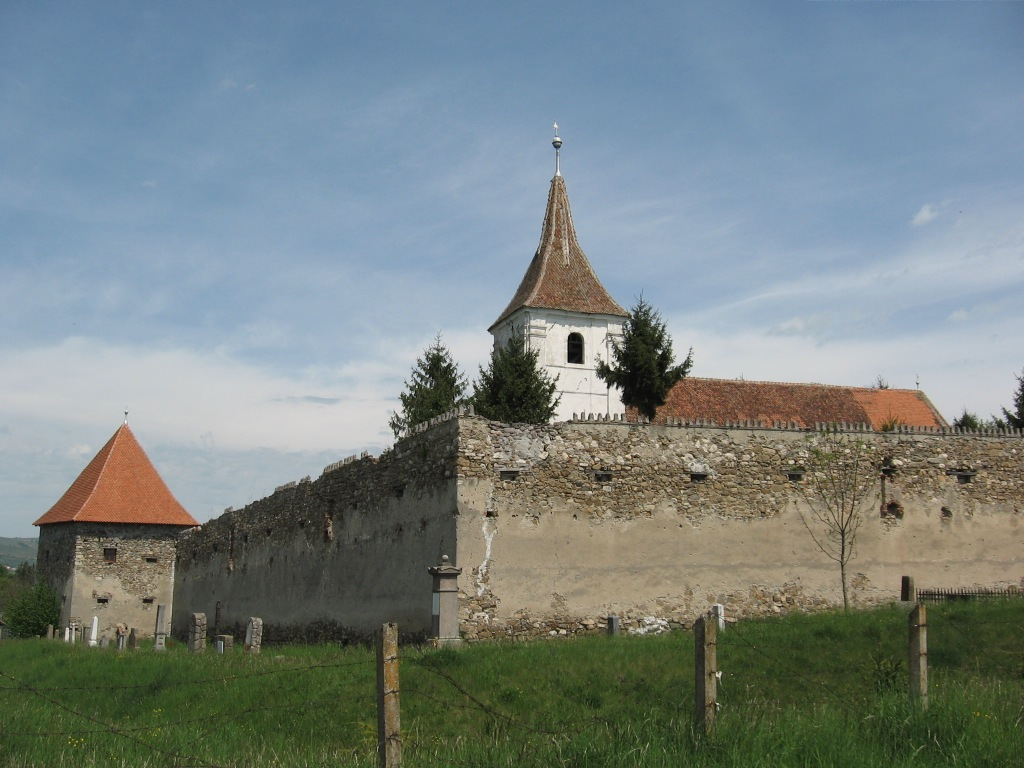
Unitárius vártemplom
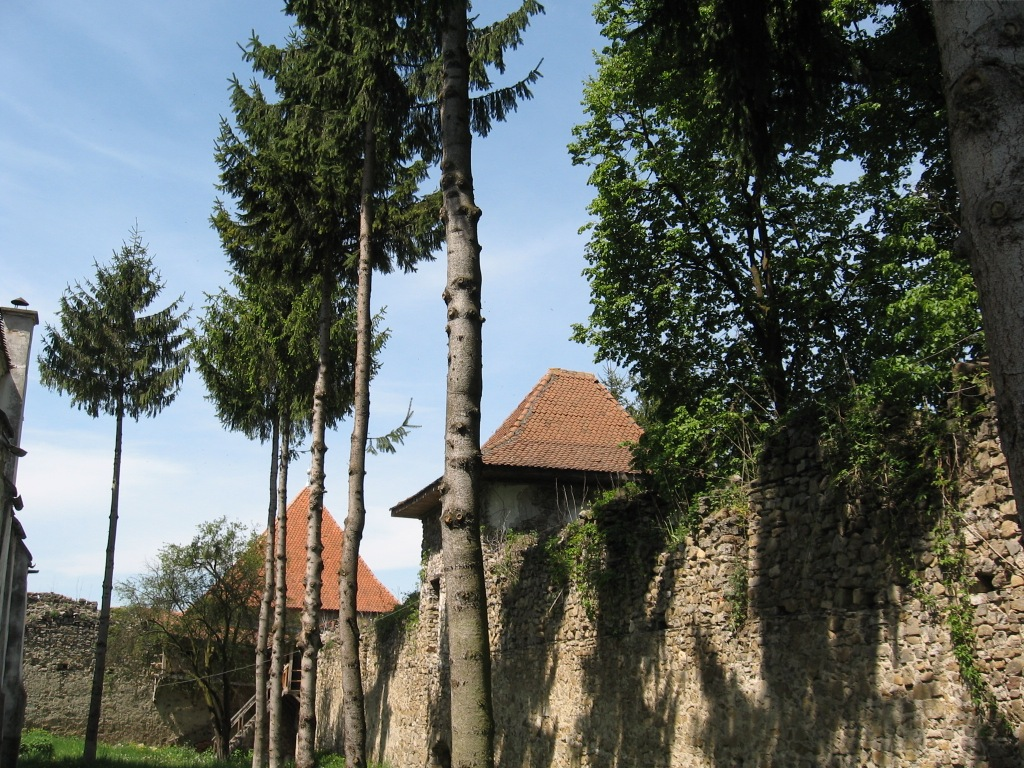
Nagyajtai várfal részlet
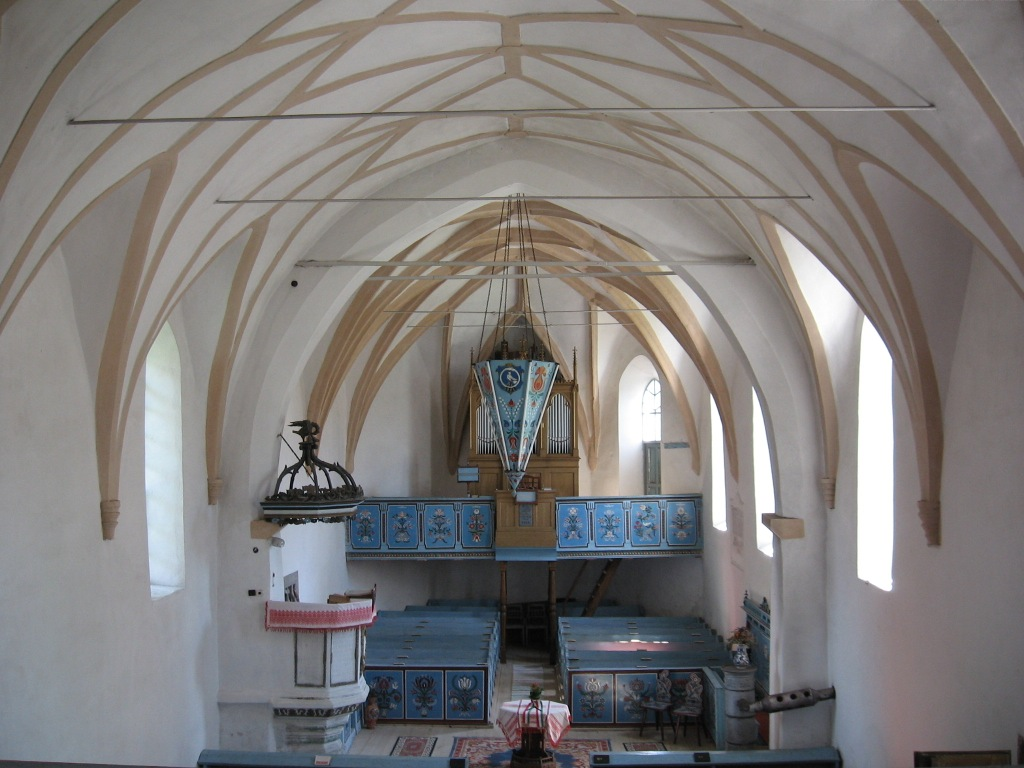
Unitárius templombelső
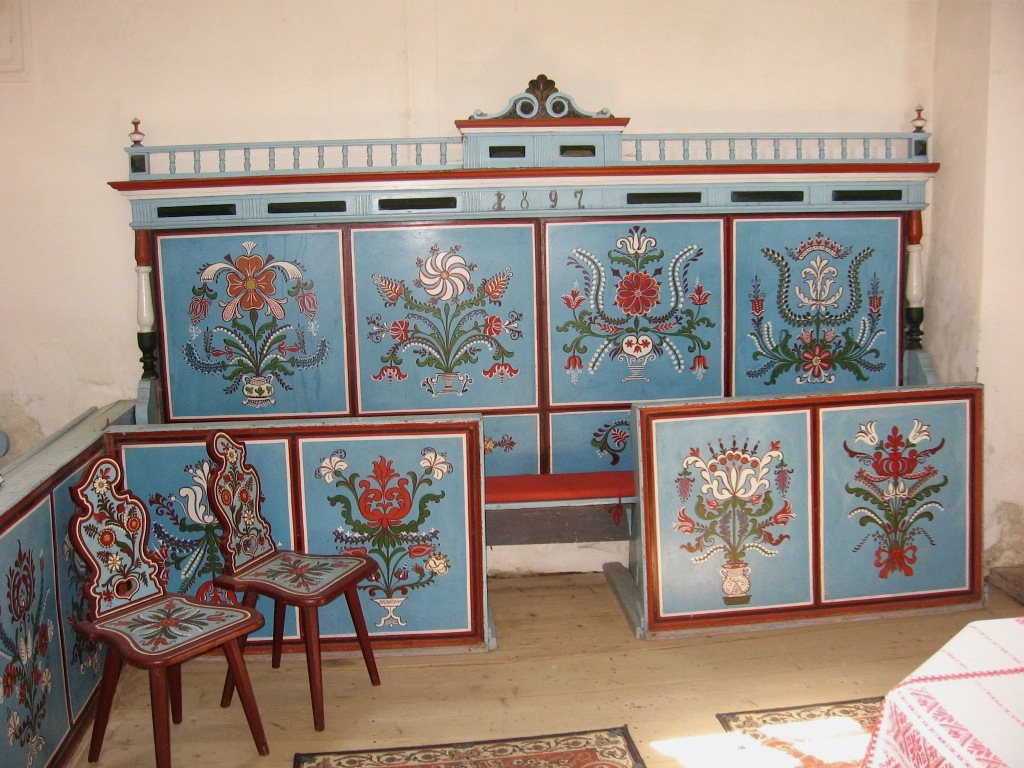
Unitárius templombelső: vargyasi virágminták
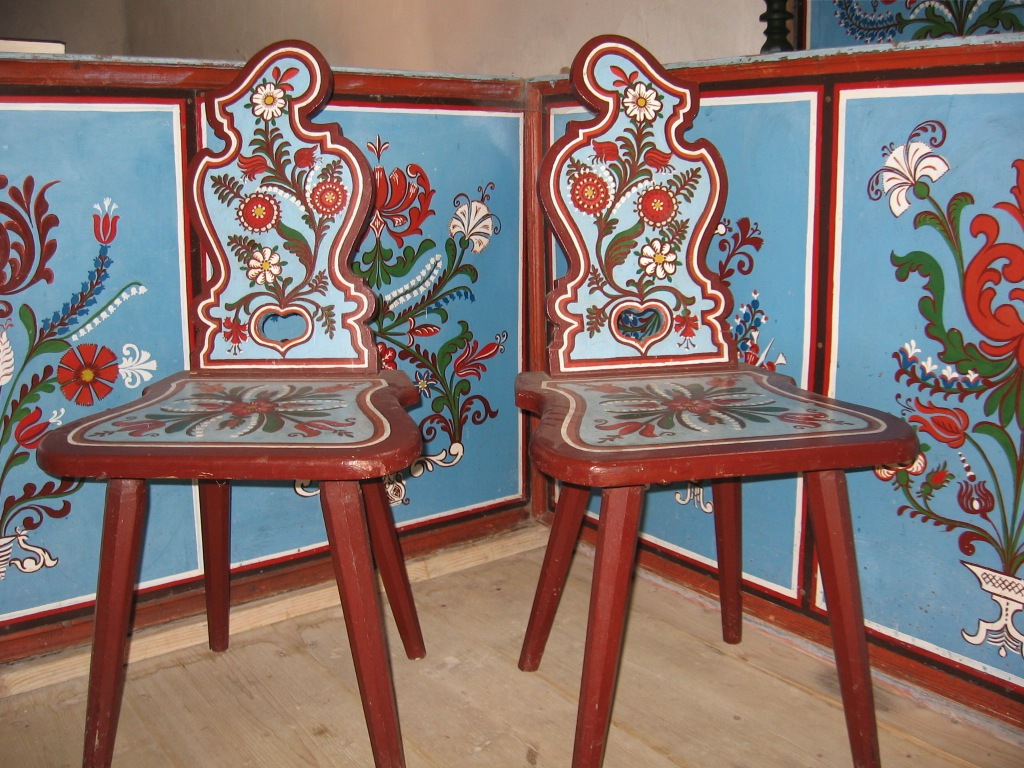
Eskető székek
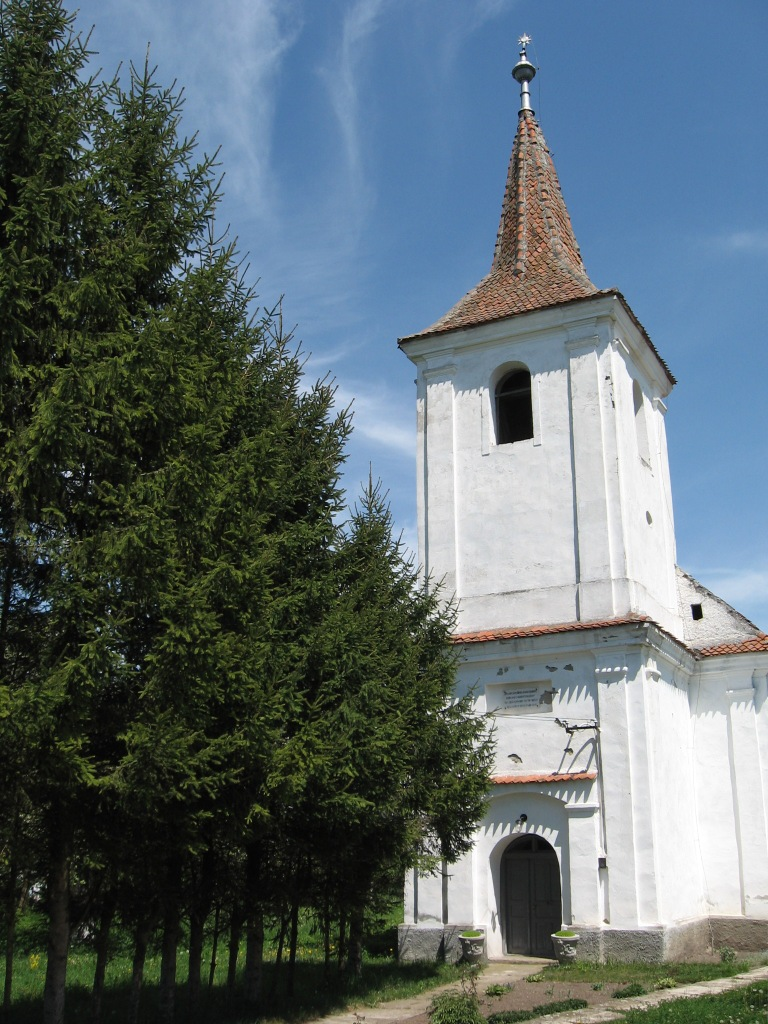
Református templom
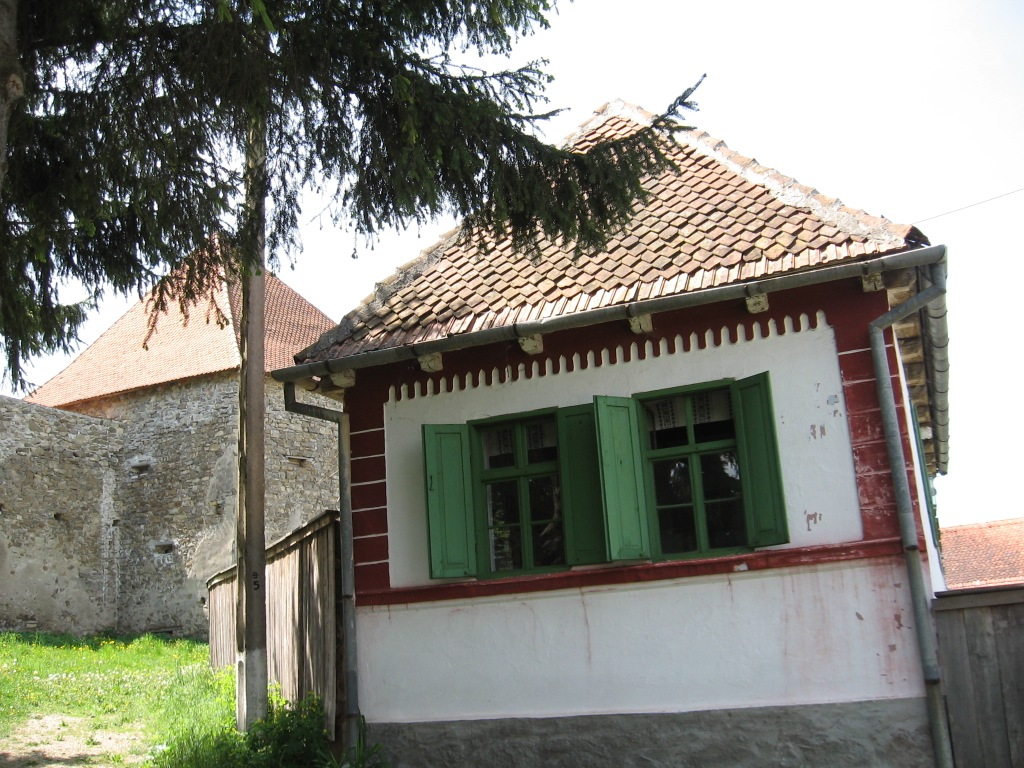
Kriza János emlékház
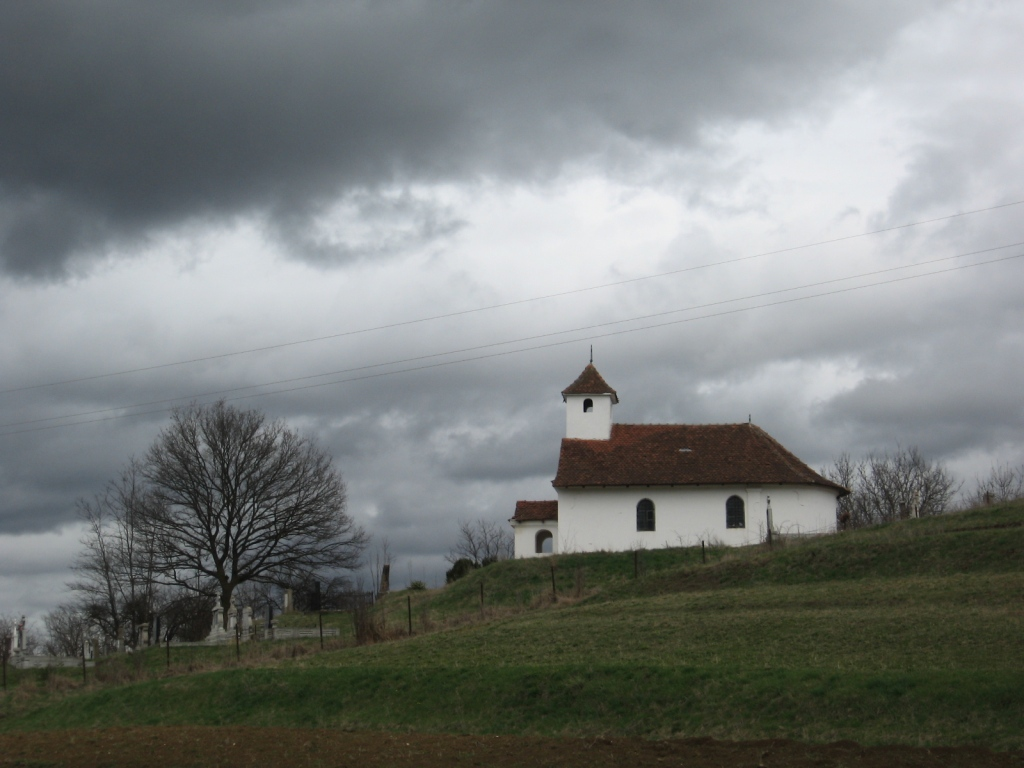
Régi román templom
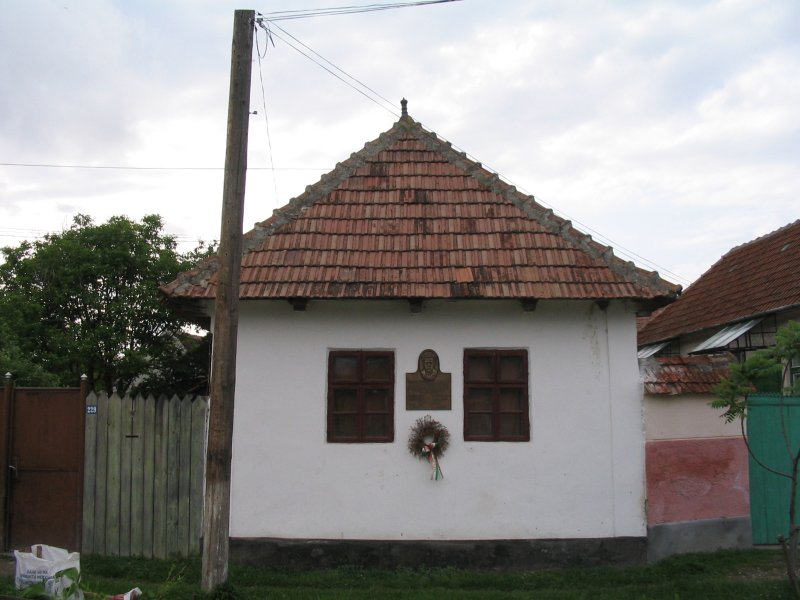
Moyses Márton szülőháza
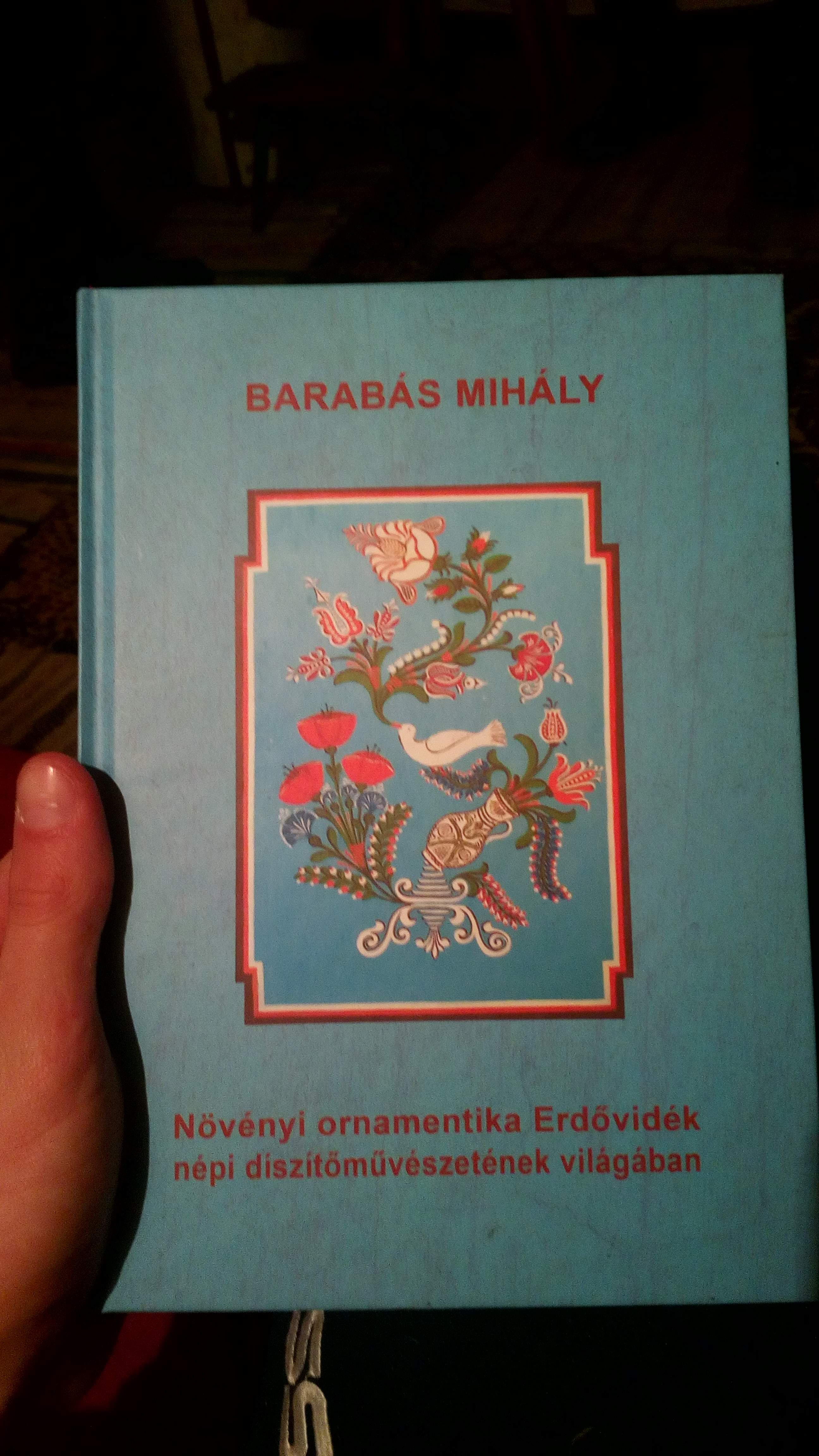
Barabás Mihály könyve

- Képek a nagyajtai unitárius templomról